# Чешка на Европском првенству у атлетици на отвореном 2018.
Чешка је учествовала на 24. Европском првенству у атлетици на отвореном 2018. одржаном у Берлину, (Немачка), од 6. до 12. августа. То је било њено 9. учешће на овом такмичењу под садашњим именом. Репрезентацију Чешке представљало је 48 спортиста (24 мушкараца и 24 жена) који су се такмичили у 31 дисциплини 15 мушких и 16 женских.
У укупном пласману Чешка је са 3 (2 сребрне и 1 бронзана) освојене медаље заузела 20. место.
У табели успешности према броју и пласману такмичара који су учествовали у финалним такмичењима (првих 8 такмичара) Чешка је са 12 учесника у финалу заузела 16 место са 42 бодова.
| Плас. | Земља | 1. место | 2. место | 3. место | 4. место | 5. место | 6. место | 7. место | 8. место | Бр. финал. | Бод. |
| ----- | ----- | -------- | -------- | -------- | -------- | -------- | -------- | -------- | -------- | ---------- | ---- |
| 16.   | Чешка | -        | 2–14     | 1-6      | 1-5      | 1–4      | 2–6      | 2–4      | 3-3      | 12         | 42   |

## Учесници
| Мушкарци: - Здењек Стромшик — 100 м, 4 х 100 м - Јан Велеба — 100 м, 4 х 100 м - Залевски Доминик — 100 м - Јан Јирка — 200 м, 4 х 100 м - Павел Маслак — 400 м, 4 х 100 м, 4 х 400 м - Патрик Шорм — 400 м, 4 х 400 м - Михал Десенски — 400 м, 4 х 400 м - Лукаш Ходбод — 800 м - Филип Шнејдр — 800 м, 4 х 400 м - Јакуб Холуша — 1.500 м - Јакуб Земаник — 10.000 м - Михал Брож — 400 м препоне - Вит Милер — 400 м препоне, 4 х 400 м - Мартин Тучек — 400 м препоне - Јан Тесар — 4 х 400 м - Лукаш Гдула — 50 км ходање - Јан Кудличка — Скок мотком - Радек Јушка — Скок удаљ - Томаш Стањек — Бацање кугле - Јакуб Вадлејх — Бацање копља - Петр Фридрих — Бацање копља - Јарослав Јилек — Бацање копља - Јан Долежал — Седмобој - Марек Лукаш — Седмобој | Жене: - Клара Сеидлова — 100 м, 4 х 100 м - Пиркова Марчела — 200 м - Лада Вондрова — 400 м - Алена Симерска — 400 м - Зденка Сеидлова — 400 м - Симона Врзалова — 1.500 м - Диана Мезулианикова — 1.500 м - Кристина Маки — 1.500 м - Ева Врабцова Нивлтова — Маратон - Зузана Хејнова — 400 м препоне - Луција Секанова — 3.000 м препреке - Луци Домска — 4 х 100 м - Марсела Пиркова — 4 х 100 м - Јана Сланинова — 4 х 100 м - Анежка Драхотова — 20 км ходање - Михаела Хруба — Скок увис - Лада Пејхалова — Скок увис - Амалија Швабикова — Скок мотком - Маркета Червенкова — Бацање кугле - Елишка Станкова — Бацање диска - Катежина Шафранкова — Бацање кладива - Никола Огродникова — Бацање копља - Ирена Шедива — Бацање копља - Катарина Цахова — Петобој |  |

## Освајачи медаља (3)

### Сребро (2)
- Анежка Драхотова — Ходање 20 км
- Никола Огродникова — Бацање копља

### Бронза (1)
- Ева Врабцова Нивлтова — Маратон

## Резултати

### Мушкарци
| Атлетичар                                                                | Дисциплина    | Лични рекорд | Квалификације  | Квалификације | Полуфинале              | Полуфинале            | Финале                | Финале            | Детаљи |
| Атлетичар                                                                | Дисциплина    | Лични рекорд | Резултат       | Место         | Резултат                | Место                 | Резултат              | Место             | Детаљи |
| ------------------------------------------------------------------------ | ------------- | ------------ | -------------- | ------------- | ----------------------- | --------------------- | --------------------- | ----------------- | ------ |
| Здењек Стромшик                                                          | 100 м         | 10,16 НР     | 10,39 кв       | 4. у гр. 3    | 10,37                   | 4. у гр. 3            | Није се квалификовао  | 17 / 50           |        |
| Јан Велеба                                                               | 100 м         | 10,23        | 10,52          | 5. у гр. 2    | Нису се квалификовали   | Нису се квалификовали | Нису се квалификовали | 36 / 50           |        |
| Залевски Доминик                                                         | 100 м         | 10,29        | 10,55          | 7. у гр. 4    | Нису се квалификовали   | Нису се квалификовали | Нису се квалификовали | 42 / 50           |        |
| Јан Јирка                                                                | 200 м         | 20,75        | 21,15          | 6. у гр. 3    | Нису се квалификовали   | Нису се квалификовали | Нису се квалификовали | 31 / 40           |        |
| Павел Маслак                                                             | 400 м         | 44,79 НР     | 45,83 кв       | 4. у гр. 1    | 45,59 ЛРС               | 7. у гр. 1            | Није се квалификовао  | 16 / 39           |        |
| Патрик Шорм                                                              | 400 м         | 46,20        | 46,52          | 5. у гр. 3    | Нису се квалификовали   | Нису се квалификовали | Нису се квалификовали | 27 / 39           |        |
| Михал Десенски                                                           | 400 м         | 46,39        | 46,68          | 5. у гр. 4    | Нису се квалификовали   | Нису се квалификовали | Нису се квалификовали | 30 / 39           |        |
| Лукаш Ходбод                                                             | 800 м         | 1:46,98      | 1:46,50 КВ, ЛР | 3. у гр. 2    | 1:46,57 кв              | 5. у гр. 2            | 1:46,60               | 8 / 31 (33)       |        |
| Филип Шнејдр                                                             | 800 м         | 1:45,56      | 3:43,22        | 6. у гр. 3    | Није се квалификовао    | Није се квалификовао  | Није се квалификовао  | 26 / 31 (33)      |        |
| Јакуб Холуша                                                             | 1.500 м       | 3:32,49 НР   | 3:49,82        | 6. у гр. 3    |                         |                       | Није се квалификовао  | 24 / 34           |        |
| Јакуб Земаник                                                            | 10.000 м      | 1:04:23      |                |               |                         |                       | Није завршио трку     | Није завршио трку |        |
| Вит Мулер                                                                | 400 м препоне | 49,92        | 51,00          | 4. у гр. 4    | Није се квалификовао    | Није се квалификовао  | Није се квалификовао  | 27 / 36 (37)      |        |
| Михал Брож                                                               | 400 м препоне | 49,78        | 50,74 кв       | 5. у гр. 3    | 50,31                   | 6. у гр. 1            | Није се квалификовао  | 19 / 36 (37)      |        |
| Мартин Тучек                                                             | 400 м препоне | 50,42        | 51,63          | 6. у гр. 1    | Нису се квалификовали   | Нису се квалификовали | Нису се квалификовали | 32 / 36 (37)      |        |
| Зденек Стромшик Јан Велеба Јан Јирка Павел Маслак                        | 4 х 100 м     | 38,82 НР     | 38,94 кв, НРС  | 4. у гр. 1    |                         |                       | Није стартовала       | Није стартовала   |        |
| Јан Тесар Павел Маслак Патрик Шорм Филип Шнејдр Михал Десенски Вит Милер | 4 х 400 м     | 3:02,66 НР   | 3:02,52 КВ, НР | 3. у гр. 1    | 3:03,00                 | 7 / 14 (16)           |                       |                   |        |
| Лукаш Гдула                                                              | 50 км ходање  | 3:54:29      |                |               |                         |                       | 4:05:44               | 21 / 26 (36)      |        |
| Јан Кудличка                                                             | Скок мотком   | 5,83 НР      | 5,36           | 12. у гр. А   | Није је се квалификовао | 25 / 21 (36)          |                       |                   |        |
| Радек Јушка                                                              | Скок удаљ     | 8,31 НР      | 7,87 кв        | 3. у гр. А    | 7,73                    | 12 / 29 (30)          |                       |                   |        |
| Томаш Стањек                                                             | Бацање кугле  | 22,17        | 19,77 кв       | 7. у гр. Б    | 21,16                   | 4 / 29 (30)           |                       |                   |        |
| Јакуб Вадлејх                                                            | Бацање копља  | 89,73        | 80,28 кв       | 6. у гр. Б    | 80,64                   | 8 / 28                |                       |                   |        |
| Петр Фридрих                                                             | Бацање копља  | 88,32        | 79,74 кв       | 6. у гр. А    | 72,79                   | 12 / 28               |                       |                   |        |
| Јарослав Јилек                                                           | Бацање копља  | 83,19        | 75,83          | 9. у гр. Б    | Није је се квалификовао | 19 / 28               |                       |                   |        |

#### Десетобој
| Дисциплина    | Јан Долежал | Јан Долежал | Јан Долежал | Јан Долежал | Јан Долежал | Јан Долежал |
| Дисциплина    | Лич. рек.   | Резултат    | Бод.        | Плас.       | Укупно      | Плас.       |
| ------------- | ----------- | ----------- | ----------- | ----------- | ----------- | ----------- |
| 100 м         | 10,94       | 11,06 =ЛРС  | 847         | 17.         | 847         | 17.         |
| Скок удаљ     | 7,32        | 7,12        | 842         | 18.         | 1.689       | 13.         |
| Бацање кугле  | 14,84       | 14,03       | 730         | 13.         | 2.419       | 15.         |
| Скок увис     | 2,01        | 2,02 ЛР     | 822         | 12.         | 3.241       | 14.         |
| 400 м         | 49,47       | 49,42 ЛР    | 842         | 13.         | 4.083       | 14.         |
| 110 м препоне | 14,35       | 14,58       | 901         | 7.          | 4.984       | 12.         |
| Бацање диска  | 48,55       | 45,81       | 784         | 2.          | 5.768       | 8.          |
| Скок мотком   | 4,90        | 4,80        | 849         | 8.          | 6.617       | 8.          |
| Бацање копља  | 62,06       | 62,67 ЛР    | 778         | 6.          | 7.395       | 7.          |
| 1500 м        | 4:42,21     | 4:41,27 ЛР  | 672         | 13.         | 8.067       | 8.          |
| Десетобој     | 8.033       |             |             |             | 8.067 ЛР    | 8 / 18 (28) |

| Дисциплина    | Марек Лукаш | Марек Лукаш | Марек Лукаш | Марек Лукаш | Марек Лукаш | Марек Лукаш  |
| Дисциплина    | Лич. рек.   | Резултат    | Бод.        | Плас.       | Укупно      | Плас.        |
| ------------- | ----------- | ----------- | ----------- | ----------- | ----------- | ------------ |
| 100 м         | 10,98       | 11,12       | 834         | 19.         | 834         | 19.          |
| Скок удаљ     | 7,17        | 6,99 ЛРС    | 811         | 20.         | 1.645       | 21.          |
| Бацање кугле  | 14,71       | 14,04 ЛРС   | 731         | 12.         | 2.376       | 17.          |
| Скок увис     | 1,93        | 1,87        | 687         | 26.         | 3.063       | 22.          |
| 400 м         | 49,74       | 50,60 ЛРС   | 787         | 23.         | 3.850       | 21.          |
| 110 м препоне | 14,27       | 14,67       | 890         | 12.         | 4.740       | 19.          |
| Бацање диска  | 42,67       | 39,41       | 653         | 19.         | 5.393       | 19.          |
| Скок мотком   | 4,80        | 4,60        | 790         | 13.         | 6.183       | 17.          |
| Бацање копља  | 73,28       | 64,19       | 801         | 5.          | 6.984       | 16.          |
| 1500 м        | 4:31,63     | 4:37,03 ЛРС | 699         | 11.         | 7.683       | 14.          |
| Десетобој     | 7.997       |             |             |             | 7.683       | 14 / 18 (28) |

### Жене
| Атлетичар             | Дисциплина       | Лични рекорд | Квалификације         | Квалификације         | Полуфинале            | Полуфинале            | Финале                | Финале       | Детаљи |
| Атлетичар             | Дисциплина       | Лични рекорд | Резултат              | Место                 | Резултат              | Место                 | Резултат              | Место        | Детаљи |
| --------------------- | ---------------- | ------------ | --------------------- | --------------------- | --------------------- | --------------------- | --------------------- | ------------ | ------ |
| Клара Сеидлова        | 100 м            | 11,46        | 11,63(.621)           | 6. у гр. 3            | Нису се квалификовале | Нису се квалификовале | Нису се квалификовале | 27 / 37 (38) |        |
| Пиркова Марчела       | 200 м            | 23,30        | 23,72                 | 5. у гр. 2            | Нису се квалификовале | Нису се квалификовале | Нису се квалификовале | 27 / 36      |        |
| Лада Вондрова         | 400 м            | 53,72        | 53,21 ЛР              | 6. у гр. 2            | Нису се квалификовале | Нису се квалификовале | Нису се квалификовале | 35 / 43      |        |
| Алена Симерска        | 400 м            | 53,02        | 53,25                 | 7. у гр. 3            | Нису се квалификовале | Нису се квалификовале | Нису се квалификовале | 36 / 43      |        |
| Зденка Сеидлова       | 400 м            | 53,08        | 53,38                 | 6. у гр. 1            | Нису се квалификовале | Нису се квалификовале | Нису се квалификовале | 39 / 43      |        |
| Симона Врзалова       | 1.500 м          | 4:04,80      | 4:09,11 кв            | 5. у гр. 2            |                       |                       | 4:06,47               | 5 / 24       |        |
| Диана Мезулианикова   | 1.500 м          | 4:06,12      | 4:09,98 кв            | 7. у гр. 2            | 4:07,82               | 10 / 24               |                       |              |        |
| Кристина Маки         | 1.500 м          | 4:08,19      | 4:10,35 ЛРС           | 7. у гр. 1            | Није се квалификовала | 14 / 24               |                       |              |        |
| Ева Врабцова Нивлтова | Маратон          | 2:29:41      |                       |                       |                       |                       | 2:26:31 НР, ЛР        |              |        |
| Зузана Хејнова        | 400 м препоне    | 52,83 НР     | Директно у полуфинале | Директно у полуфинале | 56,03                 | 5. у гр. 3            | Нису се квалификовале | 13 / 33      |        |
| Луција Секанова       | 3.000 м препреке | 9:41,84      | 9:50,38 ЛРС           | 12. у гр. 1           |                       |                       | Нису се квалификовале | 25 / 33      |        |
| Луци Домска           | 4 х 100 м        | 42,98 НР     | 44,12 НРС             | 7. у гр. 2            | 12 / 16               |                       | Нису се квалификовале |              |        |
| Марсела Пиркова       | 4 х 100 м        | 42,98 НР     | 44,12 НРС             | 7. у гр. 2            | 12 / 16               |                       | Нису се квалификовале |              |        |
| Јана Сланинова        | 4 х 100 м        | 42,98 НР     | 44,12 НРС             | 7. у гр. 2            | 12 / 16               |                       | Нису се квалификовале |              |        |
| Клара Сејдлова        | 4 х 100 м        | 42,98 НР     | 44,12 НРС             | 7. у гр. 2            | 12 / 16               |                       | Нису се квалификовале |              |        |
| Анежка Драхотова      | 20 км ходање     | 1:26:53 НР   |                       |                       |                       |                       | 1:27:03 ЛРС           |              |        |
| Михаела Хруба         | Скок увис        | 1,94         | 1,86 кв               | 6. у гр. Б            |                       |                       | 1,91 ЛРС              | 6 / 25       |        |
| Лада Пејхалова        | Скок увис        | 1,90         | 1,81                  | 9. у гр. А            | Није се квалификовала | 18 / 25               |                       |              |        |
| Амалија Швабикова     | Скок мотком      | 4,51         | 4,35 кв               | 4. у гр. А            | 4,30                  | 9 / 27                |                       |              |        |
| Маркета Червенкова    | Бацање кугле     | 17,05        | 16,62                 | 9. у гр. А            | Није се квалификовала | 17 / 23               |                       |              |        |
| Елишка Стањкова       | Бацање диска     | 60,48        | 57,81 кв              | 5. у гр. Б            | 57,04                 | 12 / 29               |                       |              |        |
| Катежина Шафранкова   | Бацање кладива   | 72,47 НР     | 64,85                 | 10. у гр. А           | Није се квалификовала | 22 / 28 (30)          |                       |              |        |
| Никола Огродникова    | Бацање копља     | 65,61        | 61,27 КВ              | 3. у гр. А            | 61,85                 |                       |                       |              |        |
| Ирена Шедива          | Бацање копља     | 60,51        | 59,34 кв              | 5. у гр. Б            | 59,76                 | 8 / 22 (23)           |                       |              |        |

#### Седмобој
| Дисциплина    | Катарина Цахова | Катарина Цахова | Катарина Цахова | Катарина Цахова | Катарина Цахова | Катарина Цахова |
| Дисциплина    | Лич. рек.       | Резултат        | Бод.            | Плас.           | Укупно          | Плас.           |
| ------------- | --------------- | --------------- | --------------- | --------------- | --------------- | --------------- |
| 100 м препоне | 13,05           | 13,29 =ЛРС      | 1.081           | 2.              | 1.081           | 2.              |
| Скок увис     | 1,85            | 1,85 =ЛР        | 1.041           | 3.              | 2.122           | 3.              |
| Бацање кугле  | 13,17           | 12,71 ЛРС       | 708             | 18.             | 2.830           | 4.              |
| 200 м         | 24,10           | 24,25 ЛРС       | 957             | 10.             | 3.787           | 6.              |
| Скок удаљ     | 6,40            | 6,36 =ЛРС       | 962             | 4.              | 4.749           | 5.              |
| Бацање копља  | 47,47           | 44,64 ЛРС       | 757             | 14.             | 5.506           | 6.              |
| 800 м         | 2:12,38         | 2:14,91         | 894             | 12.             | 6.400           | 6.              |
| Седмобој      | 6.337           |                 |                 |                 | 6.400 ЛР        | 6 / 22 (29)     |